# Malassezia
Malassezia (раніше відомий як Pityrosporum) — рід грибів, представники якого є дріжджами та природно мешкають на поверхнях шкіри багатьох теплокровних, зокрема людини. Деякі види (наприклад, Malassezia furfur і Malassezia globosa) можуть викликати гіперпігментацію на грудях або спині, якщо стають опортуністичною інфекцією. Ці ж дріжджі можуть бути причиною себорейного дерматиту і лупи.

## Види
База даних Species Fungorum станом на 26.09.2019 налічує 22 види:
- Malassezia arunalokei
- Malassezia brasiliensis
- Malassezia caprae
- Malassezia cuniculi
- Malassezia dermatis
- Malassezia equi
- Malassezia equina
- Malassezia furfur
- Malassezia globosa
- Malassezia japonica
- Malassezia muris
- Malassezia nana
- Malassezia obtusa
- Malassezia ochoterenai
- Malassezia pachydermatis
- Malassezia psittaci
- Malassezia restricta
- Malassezia slooffiae
- Malassezia sympodialis
- Malassezia tropica
- Malassezia vespertilionis
- Malassezia yamatoensis